# Geeneinde
Geeneinde is een gehucht ten noorden van Meldert, een deelgemeente van de Belgische gemeente Lummen.
Nabij Geeneinde ligt de Venusberg, een getuigenheuvel met een top op 60 meter boven de zeespiegel.